# 遠藤時代
遠藤時代（えんどうじだい）は、日本のダンスグループ。少女時代のダンスをカバーしている。少女時代は女性グループであるが、遠藤時代のメンバーには男性もいる。2011年10月10日に一旦解散したが、2012年に新メンバーと「ENDO' GENERATION」として活動を再開した。

## 経歴
少女時代の大ファンであるENDoが、仲間のプロダンサーに声をかけることにより結成された。
YouTubeで「MR.TAXI」の動画がデイリーランキング1位になるなど話題を呼んだ。練習は主に深夜行われている。初期の主なメンバーは11人。

## メンバー
安室奈美恵や倖田來未、CHEMISTRY、加藤ミリヤ、三浦大知、SMAPなどのバックダンサーを務めているプロダンサーの男女からなる。

### 第一期メンバー

#### 男性メンバー
- ENDo Yoon A … 1987年10月27日生、AB型。遠藤時代リーダー。アメリカと日本のハーフ。本名は「遠藤勇樹(Calvin Ray Jr Youki Willams)」。「えんどぅ」名義でタレント活動もしている。
- Aiji Yeon … 1986年3月22日 東京生、O型。「NEXT」やポールダンスチーム「PINK FORCE」でも活動中[3]。
- Ressica … 1986年11月29日生。設定上では遠藤時代のメンバーは「双子の弟rei」ということになっている[4]。
- Yu Young … B型。「ユヨン」は設定上は双子の妹[5]。 avexダンスマスター講師としても活動中。
- Yoon Ax … 山口県出身の日米ハーフ。最後のVTRで遠藤役を演じた。加藤ミリヤダンサーズの一員[6]。

#### 女性メンバー
- Sato YuRi … 3月8日生。K-pop、お笑いをこよなく愛する。特技は振り付け。
- Sunny Shizuka …1980年2月2日生、A型、栃木県出身。特技は新体操。愛称は「女王」
- Noyo Yeon … 9月27日生まれ。特技は女磨き。
- Sachiffany … 7月30日奈良県出身。165cm。アーティストの振り付け、ミュージカル出演など多方面にて活動中。
- Koo Hung … 1992年2月14日生。A型。千葉県出身。数々のダンス大会での優勝経験あり。雑誌モデルなどもこなす。
- Na Hyun … 1月16日生。特技は妄想。ピラティスインストラクターとしても活動中。
- Neeyo Yeon … 3月16日生まれ 168.5cm。クールな赤毛の姉御。avexダンスマスター講師としても活動中[7]。

### 第二期メンバー

#### 男性メンバー
- ENDo Yoon A
- Kyo Yeon

#### 女性メンバー
- Sato YuRi
- Na Young
- Lissica
- Hi Hyun
- Yunny
- Haruffany
- Kanata Yeon

## 出演

### TV
- ヒルナンデス!（日本テレビ）
- 世界まる見え!テレビ特捜部（日本テレビ）
- 笑っていいとも!（フジテレビジョン）
- HEY!HEY!HEY! MUSIC CHAMP（フジテレビジョン）（VTR出演）
- DANCE@TV（テレビ東京）（VTR出演）
- 朝生ワイド す・またん!（読売テレビ）
- ZIP!（日本テレビ）

### 雑誌
- PopSister（角川春樹事務所）
- JUNON（主婦と生活社）
- ODINA（エイチ シー ピー）

### イベント
- SUMMER SONIC 2011…他多数。